# Al-Madschalla as-Suriyya
Die historische und literarische Exilzeitschrift al-Madschalla as-Suriya (arabisch المجلة السورية, DMG al-Maǧalla as-Sūriyya; "Die Syrische Zeitschrift") wurde zwischen 1926 und 1929 monatlich in Kairo veröffentlicht, wobei es insgesamt 34 Ausgaben gab. Sie wurde vom Priester Bulus Qarʾali gegründet und war, wie Thomas Philipp schreibt, „wahrscheinlich der letzte spezifisch syrische Versuch, eine neue [syrische] Zeitschrift in Ägypten zu gründen“. Al-Madschalla as-Suriyya fungierte als Organ der syrischen christlichen Gemeinden in Ägypten. Im Jahr 1930 wurde die Herausgabe der Zeitschrift in den Libanon verlegt, wo sie unter dem Namen al-Madschalla al-Batriyarkiyya erschien.